# Amanti latini (film 1953)
Amanti latini (Latin Lovers) è un film del 1953 diretto da Mervyn LeRoy.

## Trama
Una donna del nordamerica stanca di essere considerata solo per ciò che possiede, per le sue ricchezze, cerca in viaggio nella terra lontana del Brasile, qualcuno che la desideri e che la voglia sposare solo per amore.

## Produzione
Le riprese del film, prodotto dalla Metro-Goldwyn-Mayer (MGM) (controlled by Loew's Incorporated), durarono dal 2 dicembre 1952 a metà gennaio 1953.
Douglas Shearer curò la registrazione del sonoro con il sistema monofonico Western Electric Sound System.

## Distribuzione
Distribuito dalla Metro-Goldwyn-Mayer (MGM), il film uscì nelle sale cinematografiche statunitensi il 28 agosto 1953 dopo essere stato presentato in prima il 12 agosto a New York.
Il film venne distribuito in varie nazioni, fra cui:

### Data di uscita
- Austria, Serenade in Rio 1954
- Germania Ovest 1954
- Finlandia, Brasilian öitä 30 aprile 1954
- Danimarca, Romantik i Rio 7 giugno 1954
- Francia 20 agosto 1954
- Svezia, Romans i Rio 20 agosto 1954

### Critica
Il film concentra tutti gli sforzi sul fascino della protagonista ma questo non basta allo spettatore.